# Bathythrix spatulator
Bathythrix spatulator là một loài tò vò trong họ Ichneumonidae.